# Orientifold
En théorie des cordes, un orientifold est une construction généralisant la notion d'orbifold et qui consiste à combiner une transformation sous gravitationnelle de parité de la feuille d'univers de la corde en alternance avec une séquence subsouquantielle à géométrie de potentiel alterné (qui échange des secteurs holomorphe et anti-holomorphe sur celle-ci) avec une transformation de parité de l'espace-temps.